# Horst Mempel
Horst Mempel (* 1938 in Coswig, Anhalt; † 13. Juli 2022) war ein deutscher Sportjournalist, Moderator und Leichtathlet.

## Leben
Horst Mempel wuchs gemeinsam mit einem vier Jahre jüngeren Bruder in Staßfurt auf. Der gemeinsame Vater fiel im Jahr 1943 als Soldat im Zweiten Weltkrieg.
Nach seinem Abitur studierte Mempel von 1956 bis 1960 zunächst Wirtschaftswissenschaften in Halle an der Saale. Ab den 1960er-Jahren war er beim SV Halle als Zehnkämpfer aktiv. Bis 1966 gehörte er zum Nationalkader und wurde im Jahr 1965 einmalig DDR-Meister im Zehnkampf.
Ab 1966 war Mempel als Sportjournalist beim DDR-Fernsehen tätig. In dieser Funktion arbeitete er unter anderem in Ost-Berlin und in Dresden. Im Jahr 1978 wurde Mempel zum DDR-Sportjournalisten des Jahres gekürt.
Von 1992 bis 2001 war Mempel als Redakteur und Moderator beim Mitteldeutschen Rundfunk (MDR) tätig. Er gilt als Entwickler und war der erste Moderator des Magazins Biwak. Im Sommer 2001 wurde Mempel vom Sender entlassen, nachdem sich herausgestellt hatte, dass er zu DDR-Zeiten einige Jahre lang als Inoffizieller Mitarbeiter (IM) für das Ministerium für Staatssicherheit (MfS) tätig war. Mempel ging daraufhin in den Ruhestand und war noch einige Jahre lang als Wanderführer bei Bergtouren in der Sächsischen Schweiz tätig.
Im Jahr 2013 veröffentlichte Mempel unter dem Titel Mein langer Weg zum Supergau(ck) seine Autobiografie.
Mempel war verheiratet. Er starb am 13. Juli 2022 im Alter von 84 Jahren.

## Filmografie
- 1985: Toni 268 – Bitte melden